# Штайр
Штайр (нім. Steyr, чеськ. Štýr) — старовинне місто в Австрії, у федеральній землі Верхня Австрія. Місто розміщене на березі річки Енс, у місці впадіння до неї невеличкої річки Штайр.

## Історія

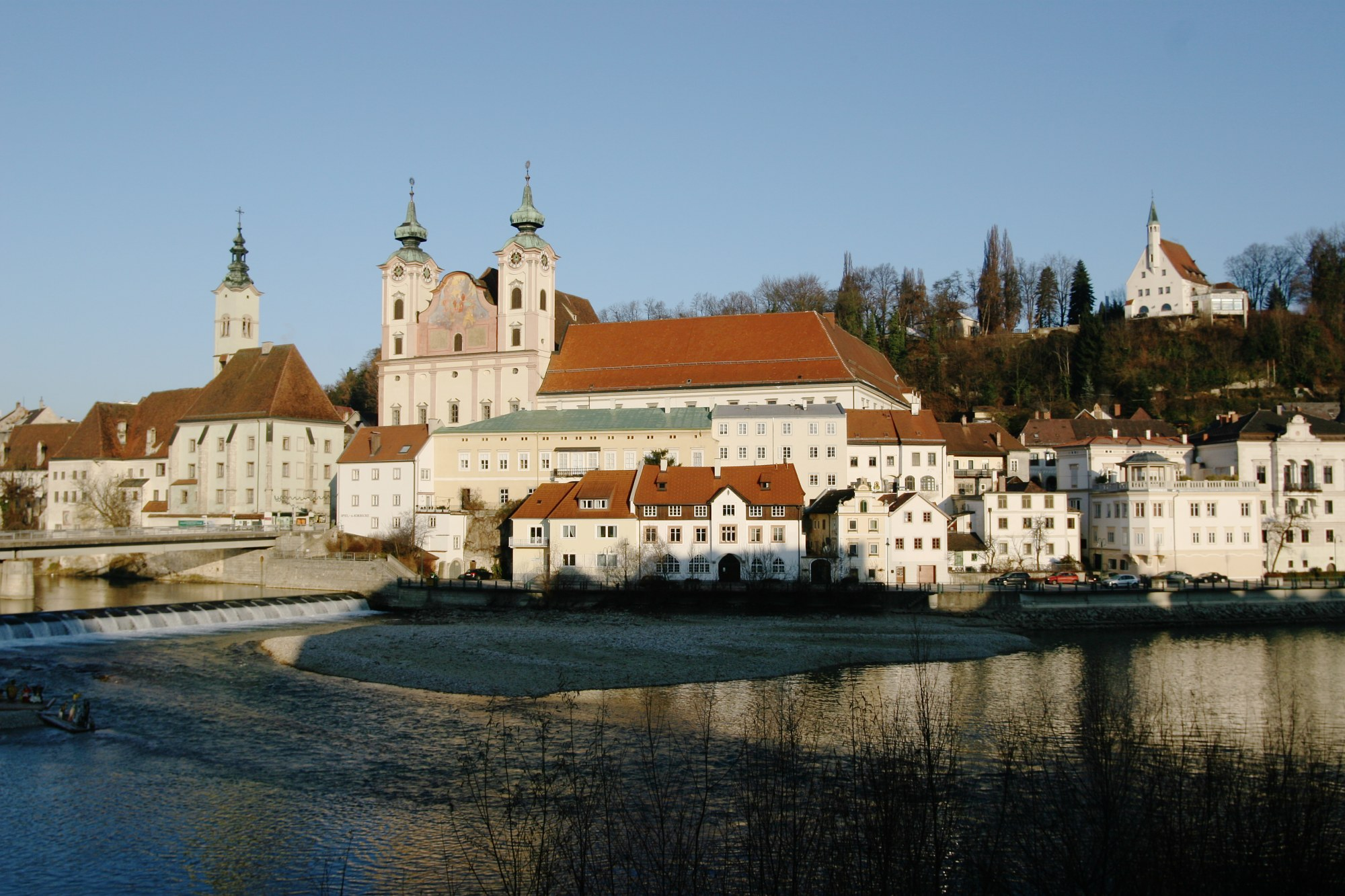
Церква Св. Михаеля на березі Енса

Перша згадка про Штайр належить до 980 року. У той час містом та усією долиною Енсу володів рід Траунгау. У 1056 році Отакар I Траунгау став маркграфом Карантанської марки, яка незабаром, за назвою родового міста правлячої династії,  стала називатись Штирією. Після припинення династії Траунгау 1186 року Штирія разом зі Штайром перейшла у володіння австрійських герцогів з дому Бабенбергів, а з 1278 року — Габсбургів. Альбрехт I у 1287 році дарував Штайру міське право. Після розділення земель Габсбургів у 1379 році Штайр перейшов до австрійської лінії династії, що призвело до його відокремлення від Штирії та включення до складу Австрійського герцогства (пізніше — коронна земля Верхня Австрія). У 1525 році в місті побував Мартін Лютер, після чого Штайр став одним з центрів Реформації в австрійських землях. У XVI столітті місто сильно постраждало в ході Тридцятирічної війни. У 1805 році тут стояла табором армія Наполеона.
1934 року Штайр став одним із місць жорстокого протистояння між партіями соціал-демократів та християнських соціалістів у ході громадянської війни в Австрії, що привело до влади нацистів й полегшило наступний аншлюс Австрії у 1938 році. У роки Другої світової війни в Штайрі було розміщено декілька заводів з виробництва озброєння та військової техніки. Через це місто зазнало масованого бомбардування з боку військ союзників. У травні 1945 року в Штайрі відбулась зустріч частин РСЧА, що наступали зі сходу, зі з'єднаннями 761-го танкового батальйону армії США. З 1945-го по 1955 рік місто перебувало під окупацією, причому воно, як і Берлін, було розділено на дві зони — радянську й американську. Кордон проходив річкою Енс. У 1955 році Австрію було проголошено нейтральною країною й окупаційні війська залишили Штайр.
У різні часи в місті жили Франц Шуберт, Антон Брукнер. Тут учився Адольф Гітлер. У 2002 році місто сильно постраждало від повені.

## Економіка
У Середньовіччя Штайр став одним із великих центрів чорної металургії.
У 1864 році в Штайрі фабрикантом Йозефом Верндлом (Josef Werndl) було створено фабрику зброї Österreichische Waffenfabriks AG, яка незабаром стала одним з найбільших виробників стрілецького озброєння у світі. Гвинтівка Манліхера (Mannlicher) стала стандартним озброєнням австро-угорської армії. У наш час ця фірма під назвою Steyr Mannlicher GmbH & CO.KG займається виробництвом мисливської зброї, снайперських гвинтівок і автомата Steyr AUG.
Нині в Штайрі знаходяться підприємства таких великих компаній, як BMW (виробництво дизельних двигунів), MAN AG (вантажні автомобілі), Profactor. В економіці велику роль відіграє електронна промисловість, виробництво медичної техніки й сектор послуг.

## Пам'ятки

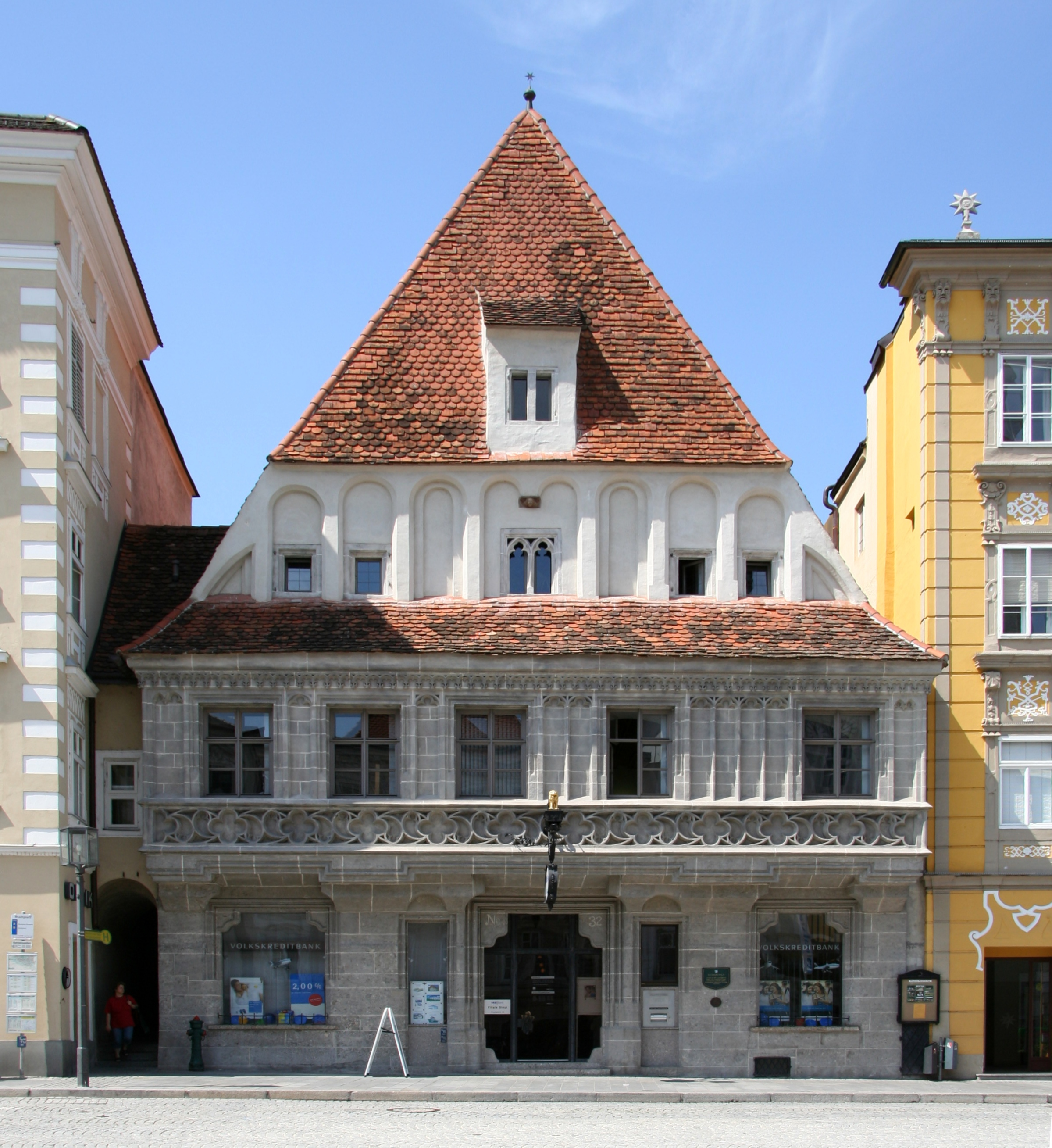
Буммерлгауз в Штайрі

У 1980 році Штайр відсвяткував своє тисячоліття. До цієї дати історичний центр міста було цілком відреставровано, що зробило Штайр одним зі старовинних міст Австрії, що збереглися найкраще. Серед пам'яток особливо вирізняється центральна міська площа Штадтплатц з готичною будівлею Буммерлгауза, що вважається одним із символів Штайра. На пагорбі біля злиття річок Штайр та Енс розміщені бабенберзький замок Ламберг та церква Св. Михайла.

## Міста-побратими
Містами-побратимами Штайра є:
- Вифлеєм, Палестина
- Айзенерц, Австрія
- Кеттерінг, США
- Плауен, Німеччина
- Сан-Бенедетто-дель-Тронто, Італія

## Політична ситуація
Бургомістр комуни — Дафид Форстенлехнер (СДПА) за результатами виборів 2003 року.
Рада представників комуни (нім. Gemeinderat) складається з 36 місць.
- СДПА займає 23 місця.
- АНП займає 6 місць.
- АПС займає 3 місця.
- Австрійські Зелені займають 3 місця.
- місцевий список: 1 місце.